# (7831) François-Xavier
(7831) François-Xavier ist ein Asteroid des inneren Hauptgürtels. Er wurde am 21. März 1993 von der US-amerikanischen Astronomin Eleanor Helin am Palomar-Observatorium (IAU-Code 675) auf dem Gipfel des Palomar Mountain etwa 80 Kilometer nordöstlich von San Diego entdeckt.
Der Asteroid wurde nach dem Schweizer Piloten François-Xavier Bagnoud (1961–1986) benannt, der neben seinen regulären Flügen für Air-Glaciers über 300 Rettungseinsätze in den Alpen sowie in der Wüste absolvierte.